# Lista de vereadores de Crissiumal
Esta é a lista de vereadores de Crissiumal, município brasileiro do estado do Rio Grande do Sul.
A câmara municipal de Crissiumal é formada por nove cadeiras. O plenário da Câmara chama-se Jeferson Arndt de Carvalho.

## 18ª Legislatura (2025–2028)
Estes são os vereadores eleitos nas eleições de 6 de outubro de 2024, pelo período de 1° de janeiro de 2025 a 31 de dezembro de 2028:
|   | Nome                                                                     | Partido                                | Votos | %    | Observações |
| - | ------------------------------------------------------------------------ | -------------------------------------- | ----- | ---- | ----------- |
| 1 | Ari Bülow (Crissiumal, 29.09.1966–)                                      | Republicanos (REPUBLICANOS)            | 537   | 6,28 | 1º mandato  |
| 2 | Dilson Vorlei Hubner Zimmermann (Boa Vista do Buricá, 24.06.1980–)       | Partido Social Democrático (PSD)       | 497   | 5,81 | 2º mandato  |
| 3 | Vilmar Dutra (2025) (Três de Maio, 10.06.1965–)                          | Progressistas (PP)                     | 483   | 5,65 | 2º mandato  |
| 4 | Suelen Cocco (Frederico Westphalen, 01.10.1987–)                         | Movimento Democrático Brasileiro (MDB) | 481   | 5,63 | 1º mandato  |
| 5 | Paulo Rafael Medina de Limas (Crissiumal, 02.05.1985–)                   | Partido Socialista Brasileiro (PSB)    | 457   | 5,34 | 2º mandato  |
| 6 | Almiro Carvalho Dos Santos (Crissiumal, 28.06.1971–)                     | Partido Socialista Brasileiro (PSB)    | 426   | 4,98 | 4º mandato  |
| 7 | Gilberto José Volpatto (Redentora, 07.06.1964–)                          | Republicanos (REPUBLICANOS)            | 333   | 3,89 | 2º mandato  |
| 8 | Elizerio Santos Espanhol, Mumu (São Miguel do Iguaçu, 14.09.1973–)       | Partido Liberal (PL)                   | 271   | 3,17 | 1º mandato  |
| 9 | Paulo Cavalcanti Silva Neto, Paulo Carioca (Rio de Janeiro, 08.01.1996–) | Partido Liberal (PL)                   | 264   | 3,09 | 1º mandato  |

## 17ª Legislatura (2021–2024)
Estes são os vereadores eleitos nas eleições de 15 de novembro de 2020, pelo período de 1° de janeiro de 2021 a 31 de dezembro de 2024:
|   | Nome                                                               | Partido                                | Votos | %    | Observações |
| - | ------------------------------------------------------------------ | -------------------------------------- | ----- | ---- | ----------- |
| 1 | Paulo Moacir Hass, Paulinho Hass (Crissiumal, 16.01.1959–)         | Movimento Democrático Brasileiro (MDB) | 420   | 4,80 | 3º mandato  |
| 2 | Vilmar Dutra (Três de Maio, 10.06.1965–)                           | Progressistas (PP)                     | 414   | 4,73 | 1º mandato  |
| 3 | Maria Elisia Schmitt Tormes (Taquara, 01.10.1958–)                 | Movimento Democrático Brasileiro (MDB) | 353   | 4,04 | 4º mandato  |
| 4 | Paulo Rafael Medina de Limas (2022-2024) (Crissiumal, 02.05.1985–) | Partido Socialista Brasileiro (PSB)    | 318   | 3,64 | 1º mandato  |
| 5 | Janice Dalcin Benatti (2021) (Crissiumal, 10.09.1971–)             | Partido Social Democrático (PSD)       | 312   | 3,57 | 1º mandato  |
| 6 | Dilson Vorlei Hubner Zimmermann (Boa Vista do Buricá, 24.06.1980–) | Podemos (PODE)                         | 303   | 3,46 | 1º mandato  |
| 7 | Leomar Eduardo Kappaun (Crissiumal, 21.06.1965–)                   | Partido Socialista Brasileiro (PSB)    | 274   | 3,13 | 1º mandato  |
| 8 | Valério Ruppenthal (Santa Cruz do Sul, 30.01.1967–)                | Podemos (PODE)                         | 269   | 3,08 | 1º mandato  |
| 9 | Gilberto José Volpatto (Redentora, 07.06.1964–)                    | Progressistas (PP)                     | 224   | 2,56 | 1º mandato  |

## 16ª Legislatura (2017–2020)
Estes são os vereadores eleitos nas eleições de 2 de outubro de 2016, pelo período de 1° de janeiro de 2017 a 31 de dezembro de 2020:
|   | Nome                                                                   | Partido                                            | Votos | %    | Observações |
| - | ---------------------------------------------------------------------- | -------------------------------------------------- | ----- | ---- | ----------- |
| 1 | Sandra Rejane Schilling Trentini (Crissiumal, 05.08.1974–)             | Partido Comunista do Brasil (PCdoB)                | 861   | 9,59 | 2º mandato  |
| 2 | Elizério Santos Espanhol, Mumu (São Miguel do Iguaçu, 14.09.1973–)     | Partido Trabalhista Brasileiro (PTB)               | 539   | 6,01 | 1º mandato  |
| 3 | Maria Elisia Schmitt Tormes (Taquara, 01.10.1958–)                     | Partido do Movimento Democrático Brasileiro (PMDB) | 494   | 5,50 | 3º mandato  |
| 4 | Jeferson Arndt de Carvalho (Crissiumal, 27.08.1975–)                   | Partido Progressista (PP)                          | 449   | 5,00 | 2º mandato  |
| 5 | Ademar Machado de Oliveira (Crissiumal, 21.01.1962–)                   | Partido do Movimento Democrático Brasileiro (PMDB) | 423   | 4,71 | 1º mandato  |
| 6 | Celso Wachter (Crissiumal, 23.02.1960–)                                | Partido Social Democrático (PSD)                   | 401   | 4,47 | 1º mandato  |
| 7 | Paulo Moacir Hass, Paulinho Hass (2017-2019) (Crissiumal, 16.01.1959–) | Partido do Movimento Democrático Brasileiro (PMDB) | 383   | 4,27 | 2º mandato  |
| 8 | Renato Klafke Saling (2020) (Crissiumal, 11.03.1969–)                  | Partido Social Democrático (PSD)                   | 359   | 4,00 | 2º mandato  |
| 9 | Solange Hammes Andres (Crissiumal, 26.06.1978–)                        | Partido Socialista Brasileiro (PSB)                | 352   | 3,92 | 1º mandato  |

## 15ª Legislatura (2013–2016)
Estes são os vereadores eleitos nas eleições de 7 de outubro de 2012, pelo período de 1° de janeiro de 2013 a 31 de dezembro de 2016:
|   | Nome                                                               | Partido                                            | Votos | %    | Observações |
| - | ------------------------------------------------------------------ | -------------------------------------------------- | ----- | ---- | ----------- |
| 1 | Roberto Bergmann, Beto (2013-2014) (Três Passos, 13.06.1970–)      | Partido do Movimento Democrático Brasileiro (PMDB) | 444   | 4,43 | 1º mandato  |
| 2 | Elísio Antonio Eckert, Magrão (Crissiumal, 28.02.1965–)            | Partido Socialista Brasileiro (PSB)                | 423   | 4,22 | 3º mandato  |
| 3 | Renato Klafke Saling (2015) (Crissiumal, 11.03.1969–)              | Partido Socialista Brasileiro (PSB)                | 420   | 4,19 | 1º mandato  |
| 4 | Ivens Rogério Jalowietzky Grün (Crissiumal, 26.07.1969–05.10.2023) | Partido Progressista (PP)                          | 418   | 4,17 | 1º mandato  |
| 5 | Eloir Luiz Vargas Magni (Crissiumal, 06.01.1969–)                  | Partido Democrático Trabalhista (PDT)              | 414   | 4,13 | 1º mandato  |
| 6 | Evanir Quanz Kraemer (Crissiumal, 06.01.1981–)                     | Partido Social Democrático (PSD)                   | 391   | 3,90 | 2º mandato  |
| 7 | Nádia Regina Grün, Profe Nádia (Crissiumal, 06.11.1972–)           | Partido dos Trabalhadores (PT)                     | 385   | 3,84 | 2º mandato  |
| 8 | Marcos Rodrigo Kuhn Sossmeier (2016) (Crissiumal, 03.05.1983–)     | Partido Trabalhista Brasileiro (PTB)               | 381   | 3,80 | 1º mandato  |
| 9 | Guinter Luis Schroter (Crissiumal, 31.08.1966–)                    | Partido Democrático Trabalhista (PDT)              | 342   | 3,41 | 1º mandato  |

## 14ª Legislatura (2009–2012)
Estes são os vereadores eleitos nas eleições de 5 de outubro de 2008, pelo período de 1° de janeiro de 2009 a 31 de dezembro de 2012:
|   | Nome                                                                         | Partido                                            | Votos | %     | Observações |
| - | ---------------------------------------------------------------------------- | -------------------------------------------------- | ----- | ----- | ----------- |
| 1 | Sandra Rejane Schilling Trentini (Crissiumal, 05.08.1974–)                   | Partido Socialista Brasileiro (PSB)                | 1.028 | 10,55 | 1º mandato  |
| 2 | Ivano Adelar Gress Zorzo (Crissiumal, 02.09.1968–)                           | Partido Progressista (PP)                          | 491   | 5,04  | 2º mandato  |
| 3 | Luiz de Rosso (Crissiumal, 18.11.1952–)                                      | Partido Democrático Trabalhista (PDT)              | 469   | 4,81  | 4º mandato  |
| 4 | Elson Osmar Stürmer, Cabelo (01 a 05.2009) (Crissiumal, 15.02.1964–)         | Partido do Movimento Democrático Brasileiro (PMDB) | 461   | 4,73  | 4º mandato  |
| 5 | Evanir Quanz Kraemer, Professor Evanir (2011-2012) (Crissiumal, 06.01.1981–) | Partido Trabalhista Brasileiro (PTB)               | 450   | 4,62  | 1º mandato  |
| 6 | Elísio Antonio Eckert, Magrão (Crissiumal, 28.02.1965–)                      | Partido Socialista Brasileiro (PSB)                | 411   | 4,22  | 2º mandato  |
| 7 | Sido Horst (05 a 18.05.2009) (Estrela, 28.04.1962–)                          | Partido Progressista (PP)                          | 372   | 3,82  | 1º mandato  |
| 8 | Otávio Luiz Wehrmeier (Venâncio Aires, 04.05.1965–)                          | Partido Socialista Brasileiro (PSB)                | 364   | 3,74  | 2º mandato  |
| 9 | Juvenal Tormes (19.05.2009-2010) (Crissiumal, 17.02.1953–)                   | Partido do Movimento Democrático Brasileiro (PMDB) | 302   | 3,10  | 3º mandato  |

## 13ª Legislatura (2005–2008)
Estes são os vereadores eleitos nas eleições de 3 de outubro de 2004, pelo período de 1° de janeiro de 2005 a 31 de dezembro de 2008:
|   | Nome                                                                                                 | Partido                                            | Votos | %    | Observações |
| - | --- | -------------------------------------------------- | ----- | ---- | ----------- |
| 1 | Otávio Luiz Wehrmeier (01 a 09.2006) (Venâncio Aires, 04.05.1965–)                                   | Partido Socialista Brasileiro (PSB)                | 977   | 9,73 | 1º mandato  |
| 2 | Alceu Hipólito Liesenfeld (Santo Cristo, 06.03.1955–)                                                | Partido Progressista (PP)                          | 687   | 6,84 | 2º mandato  |
| 3 | Elson Osmar Stürmer, Cabelo (2005) e (10 a 12.2006) (Crissiumal, 15.02.1964–)                        | Partido do Movimento Democrático Brasileiro (PMDB) | 684   | 6,81 | 3º mandato  |
| 4 | Juvenal Tormes (09.2007-05.2008) (Crissiumal, 17.02.1953–)                                           | Partido do Movimento Democrático Brasileiro (PMDB) | 660   | 6,57 | 2º mandato  |
| 5 | Elísio Antonio Eckert, Magrão (Crissiumal, 28.02.1965–)                                              | Partido Socialista Brasileiro (PSB)                | 544   | 5,42 | 1º mandato  |
| 6 | Ivano Adelar Gress Zorzo (Crissiumal, 02.09.1968–)                                                   | Partido Progressista (PP)                          | 478   | 4,76 | 1º mandato  |
| 7 | Jeferson Arndt de Carvalho (Crissiumal, 27.08.1975–)                                                 | Partido Socialista Brasileiro (PSB)                | 421   | 4,19 | 1º mandato  |
| 8 | Nádia Regina Grün (Crissiumal, 06.11.1972–)                                                          | Partido dos Trabalhadores (PT)                     | 421   | 4,19 | 1º mandato  |
| 9 | Alberto Luiz Pilicioli Biasibetti, Betinho (01 a 08.2007) e (06 a 12.2008) (Crissiumal, 06.09.1967–) | Partido Socialista Brasileiro (PSB)                | 408   | 4,06 | 2º mandato  |

## 12ª Legislatura (2001–2004)
Estes são os vereadores eleitos nas eleições de 1º de outubro de 2000, pelo período de 1° de janeiro de 2001 a 31 de dezembro de 2004:
|    | Nome                                                                                    | Partido                                            | Votos | %    | Observações |
| -- | --------------------------------------------------------------------------------------- | -------------------------------------------------- | ----- | ---- | ----------- |
| 1  | Carlos Ernesto Grün (Crissiumal, 13.03.1962–)                                           | Partido dos Trabalhadores (PT)                     | 910   | 8,68 | 1º mandato  |
| 2  | Alceu Hipólito Liesenfeld, Chico (07 a 12.2001) (Santo Cristo, 06.03.1955–)             | Partido Progressista Brasileiro (PPB)              | 699   | 6,67 | 1º mandato  |
| 3  | Juvenal Tormes, Ratinho (Crissiumal, 17.02.1953–)                                       | Partido do Movimento Democrático Brasileiro (PMDB) | 482   | 4,60 | 1º mandato  |
| 4  | Élio Bronstrup (Crissiumal, 23.01.1957–)                                                | Partido Democrático Trabalhista (PDT)              | 478   | 4,56 | 3º mandato  |
| 5  | Elson Osmar Stürmer, Cabelo (Crissiumal, 15.02.1964–)                                   | Partido do Movimento Democrático Brasileiro (PMDB) | 430   | 4,10 | 2º mandato  |
| 6  | Alberto Luiz Pilicioli Biasibetti, Beto (Crissiumal, 06.09.1967–)                       | Partido Progressista Brasileiro (PPB)              | 420   | 4,01 | 1º mandato  |
| 7  | Célia Wolfram (07 a 12.2002) (Ijuí, 08.06.1950–)                                        | Partido Progressista Brasileiro (PPB)              | 415   | 3,96 | 3º mandato  |
| 8  | Luiz de Rosso (2003-02.2004) e (05 a 11.2004) (Crissiumal, 18.11.1952–)                 | Partido Democrático Trabalhista (PDT)              | 375   | 3,58 | 3º mandato  |
| 9  | Arnildo Alves de Almeida (01 a 06.2002) (Crissiumal, 25.05.1950–)                       | Partido Progressista Brasileiro (PPB)              | 338   | 3,23 | 1º mandato  |
| 10 | Paulo Moacir Haas, Secante (03 a 05.2004) e (01 a 31.12.2004) (Crissiumal, 16.01.1959–) | Partido Progressista Brasileiro (PPB)              | 306   | 2,92 | 1º mandato  |
| 11 | Dario de Deus (01 a 06.2001) (Cachoeira do Sul, 20.01.1934–)                            | Partido Progressista Brasileiro (PPB)              | 304   | 2,90 | 4º mandato  |

## 11ª Legislatura (1997–2000)
Estes são os vereadores eleitos nas eleições de 3 de outubro de 1996, pelo período de 1° de janeiro de 1997 a 31 de dezembro de 2000:
|    | Nome                                                                      | Partido                                            | Votos | %    | Observações |
| -- | ------------------------------------------------------------------------- | -------------------------------------------------- | ----- | ---- | ----------- |
| 1  | José Alberto Scheid (1997)                                                | Partido Progressista Brasileiro (PPB)              | 695   | 6,42 | 2º mandato  |
| 2  | Elizeu Hermes (1998) (Santo Cristo, 23.01.1946–Crissiumal, 09.05.2016)    | Partido Progressista Brasileiro (PPB)              | 662   | 6,12 | 1º mandato  |
| 3  | Norton Zobel (08.1999-01.2000) e (11 a 12.2000) (Crissiumal, 27.11.1963–) | Partido do Movimento Democrático Brasileiro (PMDB) | 577   | 5,33 | 3º mandato  |
| 4  | Célia Wolfram (Ijuí, 08.06.1950–)                                         | Partido Progressista Brasileiro (PPB)              | 524   | 4,84 | 2º mandato  |
| 5  | Maria Elisia Schmitt Tormes (Taquara, 01.10.1958–)                        | Partido do Movimento Democrático Brasileiro (PMDB) | 520   | 4,80 | 2º mandato  |
| 6  | Élio Bronstrup (Crissiumal, 23.01.1957–)                                  | Partido Democrático Trabalhista (PDT)              | 465   | 4,30 | 2º mandato  |
| 7  | Verni Both (Crissiumal, 04.06.1949–)                                      | Partido do Movimento Democrático Brasileiro (PMDB) | 450   | 4,16 | 1º mandato  |
| 8  | Licério Rex (01 a 07.1999) (Venâncio Aires, 05.03.1942–)                  | Partido Progressista Brasileiro (PPB)              | 429   | 3,96 | 2º mandato  |
| 9  | Arceno Closs (02 a 10.2000) (Crissiumal, 02.09.1945–)                     | Partido Progressista Brasileiro (PPB)              | 423   | 3,91 | 2º mandato  |
| 10 | Dario de Deus (Cachoeira do Sul, 20.01.1934–)                             | Partido Progressista Brasileiro (PPB)              | 405   | 3,74 | 3º mandato  |
| 11 | Elson Osmar Stürmer (Crissiumal, 15.02.1964–)                             | Partido do Movimento Democrático Brasileiro (PMDB) | 405   | 3,74 | 1º mandato  |

## 10ª Legislatura (1993–1996)
Estes são os vereadores eleitos nas eleições de 3 de outubro de 1992, pelo período de 1° de janeiro de 1993 a 31 de dezembro de 1996:
|    | Nome                                                              | Partido                                            | Votos | Observações |
| -- | ----------------------------------------------------------------- | -------------------------------------------------- | ----- | ----------- |
| 1  | Norton Zobel (Crissiumal, 27.11.1963–)                            | Partido do Movimento Democrático Brasileiro (PMDB) | 543   | 2º mandato  |
| 2  | Ernesto Theobaldo Grün (01 a 06.1996)                             | Partido Democrático Trabalhista (PDT)              | 404   | 2º mandato  |
| 3  | Eliane Kamporst Lermen (1994)                                     | Partido Democrático Trabalhista (PDT)              | 402   | 1º mandato  |
| 4  | Célia Wolfram (Ijuí, 08.06.1950–)                                 | Partido Democrático Social (PDS)                   | 366   | 1º mandato  |
| 5  | José Alberto Scheidt                                              | Partido Democrático Social (PDS)                   | 353   | 1º mandato  |
| 6  | Élio Bronstrup (07 a 12.1996) (Crissiumal, 23.01.1957–)           | Partido Democrático Trabalhista (PDT)              | 323   | 1º mandato  |
| 7  | Elo Jantsch (Venâncio Aires, 16.10.1933–)                         | Partido do Movimento Democrático Brasileiro (PMDB) | 313   | 1º mandato  |
| 8  | Licério Rex (Venâncio Aires, 05.03.1942–)                         | Partido Democrático Social (PDS)                   | 299   | 1º mandato  |
| 9  | Ilvo Jacó Hentges (Três Passos, 10.05.1949–)                      | Partido Democrático Social (PDS)                   | 299   | 2º mandato  |
| 10 | Maria Elisia Schmitt Tormes (01 a 06.1995) (Taquara, 01.10.1958–) | Partido do Movimento Democrático Brasileiro (PMDB) | 278   | 1º mandato  |
| 11 | Silvério Marmitt (07 a 12.1995)                                   | Partido do Movimento Democrático Brasileiro (PMDB) | 278   | 2º mandato  |

## 9ª Legislatura (1989–1992)
Estes são os vereadores eleitos nas eleições de 15 de novembro de 1988, pelo período de 1° de janeiro de 1989 a 31 de dezembro de 1992:
|    | Nome                                              | Partido                                            | Votos | Observações |
| -- | ------------------------------------------------- | -------------------------------------------------- | ----- | ----------- |
| 1  | Alvício Pereira Duarte (Horizontina, 08.11.1944–) | Partido Democrático Social (PDS)                   | 679   | 1º mandato  |
| 2  | Carlito de Lima Martins                           | Partido Democrático Trabalhista (PDT)              | 436   | 1º mandato  |
| 3  | Ilvo Jacó Hentges (Três Passos, 10.05.1949–)      | Partido Democrático Social (PDS)                   | 302   | 1º mandato  |
| 4  | Norton Zobel (1992) (Crissiumal, 27.11.1963–)     | Partido do Movimento Democrático Brasileiro (PMDB) | 285   | 1º mandato  |
| 5  | Arceno Closs (Crissiumal, 02.09.1945–)            | Partido Democrático Social (PDS)                   | 265   | 1º mandato  |
| 6  | Erna Maria Engster                                | Partido Democrático Social (PDS)                   | 240   | 3º mandato  |
| 7  | Alberi Vargas de Mellos (1991)                    | Partido Democrático Trabalhista (PDT)              | 232   | 1º mandato  |
| 8  | José Ernani Gregory (03 a 12.1990)                | Partido do Movimento Democrático Brasileiro (PMDB) | 230   | 1º mandato  |
| 9  | Arlindo Becker                                    | Partido do Movimento Democrático Brasileiro (PMDB) | 229   | 1º mandato  |
| 10 | Rudy Ignácio Maldaner (??, 1933–)                 | Partido Democrático Trabalhista (PDT)              | 177   | 3º mandato  |
| 11 | Atílio José Donini (1989-03.1990)                 | Partido Democrático Trabalhista (PDT)              | 176   | 1º mandato  |
| —  | Ernesto Theobaldo Grün                            | Partido Democrático Trabalhista (PDT)              | 175   | 1º mandato  |
| —  | Silvério Marmitt                                  | Partido do Movimento Democrático Brasileiro (PMDB) | 172   | 1º mandato  |
| —  | Pedro Harry Hoffmann                              | Partido Democrático Social (PDS)                   | 166   | 2º mandato  |

## 8ª Legislatura (1983–1988)
Estes são os vereadores eleitos nas eleições de 15 de outubro de 1982:
|    | Nome                                                              | Partido                                            | Votos | Observações |
| -- | ----------------------------------------------------------------- | -------------------------------------------------- | ----- | ----------- |
| 1  | Erna Maria Engster (03.1985 a 03.1986)                            | Partido Democrático Social (PDS)                   | 672   | 2º mandato  |
| 2  | Pedro Harry Hoffmann                                              | Partido Democrático Social (PDS)                   | 649   | 1º mandato  |
| 3  | Henrique Ebeling (Crissiumal, 10.09.1950–)                        | Partido do Movimento Democrático Brasileiro (PMDB) | 553   | 1º mandato  |
| 4  | Dario de Deus (01.1983 a 03.1984) (Cachoeira do Sul, 20.01.1934–) | Partido Democrático Social (PDS)                   | 455   | 2º mandato  |
| 5  | Luiz de Rosso (Crissiumal, 18.11.1952–)                           | Partido Democrático Trabalhista (PDT)              | 450   | 2º mandato  |
| 6  | Érica Zobel de Deus                                               | Partido Democrático Social (PDS)                   | 437   | 1º mandato  |
| 7  | Arlindo Aloísio Haas (03.1987 a 03.1988)                          | Partido do Movimento Democrático Brasileiro (PMDB) | 369   | 3º mandato  |
| 8  | Rudy Ignácio Maldaner (??, 1933–)                                 | Partido Democrático Trabalhista (PDT)              | 344   | 2º mandato  |
| 9  | Benno Bender                                                      | Partido do Movimento Democrático Brasileiro (PMDB) | 326   | 3º mandato  |
| 10 | Silvério Dorst (03 a 12.1988)                                     | Partido Democrático Social (PDS)                   | 313   | 1º mandato  |
| 11 | Waldemar Tormes (03.1986 a 03.1987) (Jaguari, 30.05.1930–)        | Partido Democrático Social (PDS)                   | 252   | 2º mandato  |
| —  | Arno Egon Hinterholz                                              | Partido Democrático Social (PDS)                   | 252   | 1º mandato  |
| —  | Theobaldo Ernesto Nass                                            | Partido do Movimento Democrático Brasileiro (PMDB) | 219   | 1º mandato  |
| —  | Anildo Voss                                                       | Partido Democrático Trabalhista (PDT)              | 210   | 1º mandato  |
| —  | Geloci Soares da Silva                                            | Partido do Movimento Democrático Brasileiro (PMDB) | 194   | 1º mandato  |

## 7ª Legislatura (1977–1982)
Estes são os vereadores eleitos nas eleições de 15 de outubro de 1976:
|   | Nome                                                  | Partido                                | Votos | Observações |
| - | ----------------------------------------------------- | -------------------------------------- | ----- | ----------- |
| 1 | Dario de Deus (Cachoeira do Sul, 20.01.1934–)         | Aliança Renovadora Nacional (ARENA)    | 509   | 1º mandato  |
| 2 | João Armindo Schäefer                                 | Aliança Renovadora Nacional (ARENA)    | 413   | 3º mandato  |
| 3 | Osvino David (03.1981 a 03.1982)                      | Aliança Renovadora Nacional (ARENA)    | 380   | 1º mandato  |
| 4 | Luiz de Rosso (Crissiumal, 18.11.1952–)               | Movimento Democrático Brasileiro (MDB) | 376   | 1º mandato  |
| 5 | Erna Maria Engster                                    | Aliança Renovadora Nacional (ARENA)    | 359   | 1º mandato  |
| 6 | Rudy Ignácio Maldaner (03.1979 a 03.1981) (??, 1933–) | Movimento Democrático Brasileiro (MDB) | 326   | 1º mandato  |
| 7 | Ruy Carlos Beck (03.1982 a 01.1983)                   | Aliança Renovadora Nacional (ARENA)    | 321   | 1º mandato  |
| — | Benno Bender                                          | Aliança Renovadora Nacional (ARENA)    | 292   | 2º mandato  |
| 8 | Arnildo Aloísio Haas                                  | Movimento Democrático Brasileiro (MDB) | 277   | 2º mandato  |
| 9 | José Raymundo Pletsch                                 | Movimento Democrático Brasileiro (MDB) | 217   | 1º mandato  |
| — | Harry Schroeter                                       | Movimento Democrático Brasileiro (MDB) | 211   | 2º mandato  |

## 6ª Legislatura (1973–1976)
Estes são os vereadores eleitos nas eleições de 15 de novembro de 1972:
|   | Nome                                      | Partido                                | Votos | Observaçõe |
| - | ----------------------------------------- | -------------------------------------- | ----- | ---------- |
| 1 | Arnildo Aloísio Haas                      | Movimento Democrático Brasileiro (MDB) | 618   | 1º mandato |
| 2 | Arno Ebeling                              | Aliança Renovadora Nacional (ARENA)    | 465   | 2º mandato |
| 3 | Honório Ferreira Canabarro                | Movimento Democrático Brasileiro (MDB) | 318   | 1º mandato |
| 4 | João Armindo Schäefer (03.1975 a 03.1976) | Aliança Renovadora Nacional (ARENA)    | 308   | 2º mandato |
| 5 | Élbio Alcides Hinterholz                  | Aliança Renovadora Nacional (ARENA)    | 302   | 1º mandato |
| 6 | Irineu Luiz Zigiotto                      | Movimento Democrático Brasileiro (MDB) | 276   | 1º mandato |
| 7 | Dércio Schmidt                            | Movimento Democrático Brasileiro (MDB) | 274   | 1º mandato |
| 8 | Ruthy Feix                                | Aliança Renovadora Nacional (ARENA)    | 257   | 3º mandato |
| 9 | Waldemar Tormes (Jaguari, 30.05.1930–)    | Aliança Renovadora Nacional (ARENA)    | 238   | 1º mandato |
| — | Herbert Schwinguel                        | Aliança Renovadora Nacional (ARENA)    | 233   | 1º mandato |
| — | Willy Osvald                              | Movimento Democrático Brasileiro (MDB) | 224   | 1º mandato |
| — | Harry Schroeter                           | Movimento Democrático Brasileiro (MDB) | 211   | 1º mandato |

## 5ª Legislatura (1969–1972)
Estes são os vereadores eleitos nas eleições de 15 de novembro de 1968:
|   | Nome                             | Partido                             | Votos | Observações |
| - | -------------------------------- | ----------------------------------- | ----- | ----------- |
| 1 | Benno Bender                     | Aliança Renovadora Nacional (ARENA) | 673   | 1º mandato  |
| 2 | Pedro Osvaldo Scheid             | Aliança Renovadora Nacional (ARENA) | 466   | 5º mandato  |
| 3 | Arno Ebeling (03.1971 a 01.1973) | Aliança Renovadora Nacional (ARENA) | 465   | 1º mandato  |
| 4 | Lindolfo Gothilf Schmid          | Aliança Renovadora Nacional (ARENA) | 427   | 3º mandato  |
| 5 | Francisco Sapegienski            | Aliança Renovadora Nacional (ARENA) | 421   | 1º mandato  |
| 6 | João Armindo Schäefer            | Aliança Renovadora Nacional (ARENA) | 403   | 1º mandato  |
| 7 | Romaldo Renner                   | Aliança Renovadora Nacional (ARENA) | 386   | 1º mandato  |
| — | Ruthy Feix                       | Aliança Renovadora Nacional (ARENA) | 358   | 2º mandato  |
| — | Jacob Léo Ritter                 | Aliança Renovadora Nacional (ARENA) | 298   | 1º mandato  |

## 4ª Legislatura (1964–1968)
Estes são os vereadores eleitos nas eleições de 10 de novembro de 1963:
|   | Nome                      | Partido                                | Votos | Observações |
| - | ------------------------- | -------------------------------------- | ----- | ----------- |
| 1 | Alcido Brust              | Partido Trabalhista Brasileiro (PTB)   |       | 3º mandato  |
| 2 | Benno Bender              | Partido Social Democrático (PSD)       |       | 1º mandato  |
| 3 | Dary Schroeder            | Partido Social Democrático (PSD)       |       | 1º mandato  |
| 4 | José Avrella Cancian      | Partido Trabalhista Brasileiro (PTB)   |       | 1º mandato  |
| 5 | Olívio Batista de Andrade | Partido Trabalhista Brasileiro (PTB)   |       | 1º mandato  |
| 6 | Pedro Osvaldo Scheid      | Partido de Representação Popular (PRP) |       | 4º mandato  |
| 7 | Primo Kuhn                | Partido Social Democrático (PSD)       |       | 1º mandato  |

## 3ª Legislatura (1960–1963)
Estes são os vereadores eleitos nas eleições de 8 de novembro de 1959:
|   | Nome                                       | Partido                                | Votos | Observações |
| - | ------------------------------------------ | -------------------------------------- | ----- | ----------- |
| 1 | Lauro Pedro Thomas                         | Partido Social Democrático (PSD)       | 657   | 1º mandato  |
| 2 | Egon Theophilo Heinsch (03.1961 a 03.1962) | Partido de Representação Popular (PRP) | 452   | 1º mandato  |
| 3 | Ivo Neumann                                | Partido Trabalhista Brasileiro (PTB)   | 282   | 1º mandato  |
| 4 | Pedro Osvaldo Scheid (12.1959 a 03.1961)   | Partido de Representação Popular (PRP) | 207   | 3º mandato  |
| 5 | Cândido Pedroso de Oliveira                | Partido Trabalhista Brasileiro (PTB)   | 185   | 1º mandato  |
| 6 | José Avrella Cancian (03.1962 a 03.1963)   | Partido Trabalhista Brasileiro (PTB)   | 183   | 1º mandato  |
| 7 | Theo Laufer                                | Partido Social Democrático (PSD)       | 75    | 1º mandato  |
| — | Albino Georig                              | Partido Trabalhista Brasileiro (PTB)   | —     | 1º mandato  |
| — | Arnoldo Germano Kist                       | Partido Trabalhista Brasileiro (PTB)   | —     | 1º mandato  |
| — | Bruno Aloísio Schmitz                      | Partido Social Democrático (PSD)       | —     | 1º mandato  |
| — | Emílio Jaeger                              | Partido Social Democrático (PSD)       | —     | 2º mandato  |
| — | José de Oliveira Pimentel                  | Partido Trabalhista Brasileiro (PTB)   | —     | 1º mandato  |
| — | Lindolfo Gothilf Schmid                    | Partido de Representação Popular (PRP) | —     | 2º mandato  |
| — | Pedro Niderle                              | Partido de Representação Popular (PRP) | —     | 1º mandato  |

## 2ª Legislatura (1956–1959)
Estes são os vereadores eleitos nas eleições de 15 de novembro de 1955:
|   | Nome                    | Partido                                | Votos | Observações |
| - | ----------------------- | -------------------------------------- | ----- | ----------- |
| 1 | Alcido Brust            | Partido Trabalhista Brasileiro (PTB)   |       | 2º mandato  |
| 2 | Antônio Kappes          | Partido de Representação Popular (PRP) |       | 2º mandato  |
| 3 | Emílio Jaeger           | Partido Social Democrático (PSD)       |       | 1º mandato  |
| 4 | Jofre Meister Sebastião | Partido Social Democrático (PSD)       |       | 1º mandato  |
| 5 | Pedro Osvaldo Scheid    | Partido de Representação Popular (PRP) |       | 2º mandato  |
| 6 | Rudi Gruhn              | Partido Trabalhista Brasileiro (PTB)   |       | 2º mandato  |
| 7 | Ruthy Feix              | Partido de Representação Popular (PRP) |       | 1º mandato  |
| — | Domingos Meneghel Filho | Partido Social Democrático (PSD)       | —     | 1º mandato  |
| — | Lindolfo Gothilf Schmid | Partido de Representação Popular (PRP) | —     | 1º mandato  |
| — | Orestes João Dezorzi    | Partido Trabalhista Brasileiro (PTB)   | —     | 1º mandato  |
| — | Oscar Tornquist         | Partido de Representação Popular (PRP) | —     | 1º mandato  |
| — | Wunibaldo Seibel        | Partido de Representação Popular (PRP) | —     | 1º mandato  |

## 1ª Legislatura (1955)
Estes são os vereadores eleitos nas eleições de 20 de fevereiro de 1955 que tomaram posse no dia 28 do mesmo mês:
|   | Nome                        | Partido                                | Votos | Observações |
| - | --------------------------- | -------------------------------------- | ----- | ----------- |
| 1 | Alcido Brust (02 a 12.1955) | Partido Trabalhista Brasileiro (PTB)   |       | 1º mandato  |
| 2 | Ignácio Scheid              | Partido de Representação Popular (PRP) |       | 1º mandato  |
| 3 | João Alfredo Emílio Franck  | Partido de Representação Popular (PRP) |       | 1º mandato  |
| 4 | João Roos                   | Partido Social Democrático (PSD)       |       | 1º mandato  |
| 5 | Lindolfo Pedro Ames         | Partido Social Democrático (PSD)       |       | 1º mandato  |
| 6 | Pedro Osvaldo Scheid        | Partido de Representação Popular (PRP) |       | 1º mandato  |
| 7 | Zeno Germano Etges          | Partido Trabalhista Brasileiro (PTB)   |       | 1º mandato  |
| — | Eugênio Lino Scheren        | Partido de Representação Popular (PRP) | —     | 1º mandato  |
| — | Nelson Guinther             | Partido Social Democrático (PSD)       | —     | 1º mandato  |
| — | Rudi Gruhn                  | Partido Trabalhista Brasileiro (PTB)   | —     | 1º mandato  |

## Legenda
| cor  | significado          |
| Bege | Presidente da Câmara |
| Azul | Suplente             |